# Diálogo (revista)
A revista Diálogo foi uma publicação fundada em 1955 pelos filósofos Vicente Ferreira da Silva e Milton Vargas e a poetisa Dora Ferreira da Silva. A Revista foi encerrada em 1963, com a morte de Vicente em um acidente automobilístico. Considerada uma das mais instigantes de sua época, a Diálogo reunia artigos de filosofia, poesias, traduções de intelectuais brasileiros e estrangeiros.

## Alguns intelectuais que publicaram artigos na Diálogo
- Agostinho da Silva
- Antonio Candido
- Ana Maria Amaral
- Dora Ferreira da Silva
- Chikao Fujisawa
- Enzo Paci
- Eudoro de Sousa
- Heraldo Barbuy
- João Guimarães Rosa
- Milton Vargas
- Renata Pallottini
- Luís Washington Vita
- Vicente Ferreira da Silva
- Efrain Tomás Bó
- J. B. Martins Ramos
- Luiz Costa Lima Filho
- Olívia Krtihenbühl
- Paulo Dantas
- Roberto Simões
- Saint-John Perse